# 希拉·菲茨帕特里克
希拉·菲茨帕特里克（英語：Sheila May Fitzpatrick，1941年6月4日—），澳大利亚历史学家，其主要研究对象是苏联历史和现代俄罗斯历史，尤其关注斯大林时代和大清洗，她提出了一种"自下而上"的历史观，并属于共产主义史学的"修正主义学派"。她对极权主义的概念进行了批判性审视，并在比较纳粹主义和斯大林主义的争论中强调了纳粹德国和苏联之间的区别。她澳大利亚天主教大学（墨尔本）教授、悉尼大学名誉教授以及芝加哥大学杰出服务名誉教授。在此之前，她是芝加哥大学的Bernadotte Everly Schmitt杰出服务名誉教授，主讲苏联历史，被誉为该领域的奠基人。